# Ачи, Джеральд
Джеральд Ачи (англ. Gerald Achee 15 ноября 1952,Тринидад и Тобаго — 12 января 2021, Джерси-Сити, Нью-Джерси, США) — тринидадский барабанщик, мастер игры на джембе, лидер группы Village Drums of Freedom (Деревенские Барабаны Свободы).

## Биография
Джеральд Ачи родился в деревне Сэйнт Джеймс, недалеко от города Порт-оф-Спейн, Тринидад и Тобаго. С детства его окружала традиционная афро-карибская музыка. Свою артистическую карьеру Ачи начал в качестве танцора лимбо. Позже он начал играть на джембе. В 1969 году Джеральд Ачи основал группу, состоящую из перкуссионистов. Больше десяти лет вместе со своим музыкальным коллективом и группой танцоров он путешествовал по Европе, Соединенным Штатам и Южной Америке, пока в начале восьмидесятых не поселился окончательно в Бруклине, штат Нью-Йорк, США. К его группе Village Drums of Freedom присоединялись все новые музыканты, на 2012 год VDOF состоит из более ста перкуссионистов по всему миру. Почти все они приверженцы Растафарианства, как и лидер группы Джеральд Ачи.

## Стиль
Музыкальный стиль Джеральда Ачи — Калипсо. Ачи продолжает традиции Каунт Осси, Андре Танкер и Бабатунде Олантунджи. Совместные работы Ачи с кларнетистом Пэрри Робинсоном и другими джазовыми музыкантами характеризуют его как авангардного, фри-джазового барабанщика.

## Дискография
- Historic Travel: cultural rythms, 2003 (Village Drums of Freedom)
- Three Neigbours, 2009 (Gerald Achee, Perry Robinson and Joel Chassan)
- Night Train For Lovers And Thieves, 2009 (Gerald Achee and Gypsy Groovz Orchestra)